# Bogna
Il Bogna è un torrente della Val d'Ossola (Provincia del Verbano-Cusio-Ossola).

## Percorso
Percorre l'intera Val Bognanco e a Crevoladossola confluisce nel fiume Toce. Attraversa i comuni di Bognanco, Domodossola e Crevoladossola. Un muraglione lungo 1300 m, il "muraccio", fu costruito nel XVIII secolo per proteggere la città di Domodossola dalle piene del torrente.